# Анте Ребић
Анте Ребић (Сплит, 21. септембар 1993) је хрватски фудбалер који игра на позицији крила. Тренутно наступа за Бешикташ и за репрезентацију Хрватске.
Сениорску каријеру започео је у РНК Сплит, а 2013. године потписао је за Фјорентину. Велики део своје каријере провео је на позајмици у ФК РБ Лајпциг, ФК Верона и у ФК Ајнтрахт Франкфурт. Године 2013. проглашен је за фудбалера године Хрватске, а исте године заиграо је за репрезентацију Хрватске, за коју је играо на Светском првенству 2014. године у Бразилу и Светском првенству 2018. у Русији.

## Клупска каријера
Ребић је своју каријеру започео у НК Вињани, а након тога прешао у НК Имотски 2008. године, где је провео две сезоне. Након добрих наступа на турнирима у Италији, на којима је наступао са младим тимом НК Хајдук Сплит, потписао је за РНК Сплит.

### РНК Сплит
За РНК Сплит дебитовао је против Динама из Загреба 21. маја 2011. године у Првој лиги Хрватске у фудбалу, сезоне 2010/11. У августу 2011. године потписао је професионални трогодишњи уговор са РНК Сплит. У сезони 2011/2012, Ребић је постигао пет голова у двадесет утакмица. Наредне сезоне 2012/2013. године постигао је десет голова у двадесет и девет утакмица. Због добрих резултата у клубу и у репрезентацији Хрватске, привукао је велику пажњу медија и интересовање неколико клубова, укључујући Фјорентину, Тотенхем хотспер и Свонзи Сити.

### Фјорентина
Петогодишњи уговор са Фјорентином потписао је 28. августа 2013. године. За Фјорентину дебитовао је 30. септембра 2013. године, на утакмици против Парме, а меч је завршен резултатом 2–2. Током утакмице претрпео је повреду, па је наредне три недеље био одсутан. Одиграо је још три утакмице пре него што је постигао први гол за свој тим, 8. јануара 2014. године, а други у мечу против ФК Кјево. Свој први гол у Серији А постигао је на утакмици против Торина.
Ребић је 3. августа 2014. године отишао на позајмицу у ФК РБ Лајпциг, а након тога вратио се у Фјорентину и заиграо на позицији левог крила. Први европски наступ у каријери имао је 1. октобра 2015. године на утакмици против ФК Белененсес у УЕФА лиги Европе. Први гол у Серији А постигао је 1. новембра 2015. године.
Након шест наступа за Фјорентину отишао је на позајмицу у Верону, 14. јануара 2016. године.

### Ајнтрахт Франкфурт
На позајмицу у Ајнтрахт Франкфурт Ребић је отишао 11. јула 2016. године,  за који је наступио 17. септембра против Бајер Леверкузена, а његов тим славио је резултатом 2–1. Први гол постигао је 5. фебруара 2017. на утакмици против ФК Дармштат 98, а утакмица је одиграна у Комерцбанк арени.
Ребић је на позајмици у италијанском клубу Милан од 2019. године. 

## Репрезентативна каријера
У национални тим позван је 31. јула 2013. године, а дебитовао је на пријатељској утакмици против репрезентације Лихтенштајна, када је ушао у 63. минуту, заменивши Ивицу Олића. Након утакмице добио је похвале од менаџера Игора Штимца.
Након доласка новог тренера Ника Ковача, бившег тренера репрезентације Хрватске до 21. године, Ребић је позван на одлучне утакмице Светском купа против репрезентација Исланда у новембру 2013. године.
Позван је да игра на Светском првенству у фудбалу 2014. године у Бразилу.
У периоду од јуна до новембра 2017. године није играо за национални тим. Од стране менаџера Златка Далића, позван је да игра за репрезентацију на Светском првенству у фудбалу 2018. године. У другом мечу репрезентације Хрватске против селекције Аргентине постигао је гол, а његов тим славио је резултатом 3–0.

## Статистика каријере

### Репрезентативна
| Репрезентација | Година | Наступи | Голови |
| -------------- | ------ | ------- | ------ |
| Хрватска       | 2013   | 3       | 1      |
| Хрватска       | 2014   | 5       | 0      |
| Хрватска       | 2015   | 2       | 0      |
| Хрватска       | 2016   | 0       | 0      |
| Хрватска       | 2017   | 2       | 0      |
| Хрватска       | 2018   | 14      | 1      |
| Хрватска       | 2019   | 8       | 1      |
| Хрватска       | 2020   | 2       | 0      |
| Хрватска       | 2021   | 6       | 0      |
| Укупно         | Укупно | 42      | 3      |

### Голови за репрезентацију
До 24. марта 2019. године
| # | Датум           | Место                                          | Противник   | Гол | Резултат | Такмичење                                  |
| - | --------------- | ---------------------------------------------- | ----------- | --- | -------- | ------------------------------------------ |
| 1 | 14. август 2013 | Стадион Рајнпарк, Вадуц, Лихтенштајн           | Лихтенштајн | 2–1 | 3–2      | Пријатељска                                |
| 2 | 21. јун 2018    | Стадион Нижњи Новгород, Нижњи Новгород, Русија | Аргентина   | 1–0 | 3–0      | Светско првенство у фудбалу 2018 — Група Д |
| 3 | 24. март 2019   | Групама Арена, Будимпешта, Мађарска            | Мађарска    | 1–0 | 1–2      | Квалификације за Европско првенство 2020   |